# Olaflur
Olaflur (INN) is een organische fluorverbinding, die aan tandverzorgingsproducten toegevoegd wordt ter preventie van cariës. Het is een aminefluoride, namelijk het dihydrofluoride van een oppervlakteactief tertiair diamine met een lange lipofiele alkylgroep van 18 koolstofatomen, afgeleid van stearinezuur. Het vormt een beschermende film op het oppervlak van de tanden, van waaruit fluoride in het buitenste laagje van tandglazuur wordt opgenomen.
Olaflur werd gepatenteerd door het Zwitserse bedrijf GABA AG in de jaren '50 van de 20e eeuw.
Olaflur is onder meer een ingrediënt in Elmex-tandpasta en -mondwater van GABA International. De ATC-code van olaflur is A01AA03.